# Taunya Renson
Taunya Renson-Martin (1973) is een Amerikaanse actrice. Ze is afkomstig uit Washington D.C. en woont sinds 1998 in Gent. 
Renson was te zien in 2 afleveringen van Homicide: Life on the streets, een Amerikaanse politieserie. Ze was ook te zien in de fictiereeks Het goddelijke monster, een serie over de ondergang van een machtig geslacht van ondernemers en politici aan het einde van de 20ste eeuw. 
Renson is hiernaast managing director van Mach Media, een internationaal team van MarCom adviseurs en project managers die zich toespitsen op het ontwikkelen en beheren van multimedia-strategieën voor internationale bedrijven.